# Żyrardów

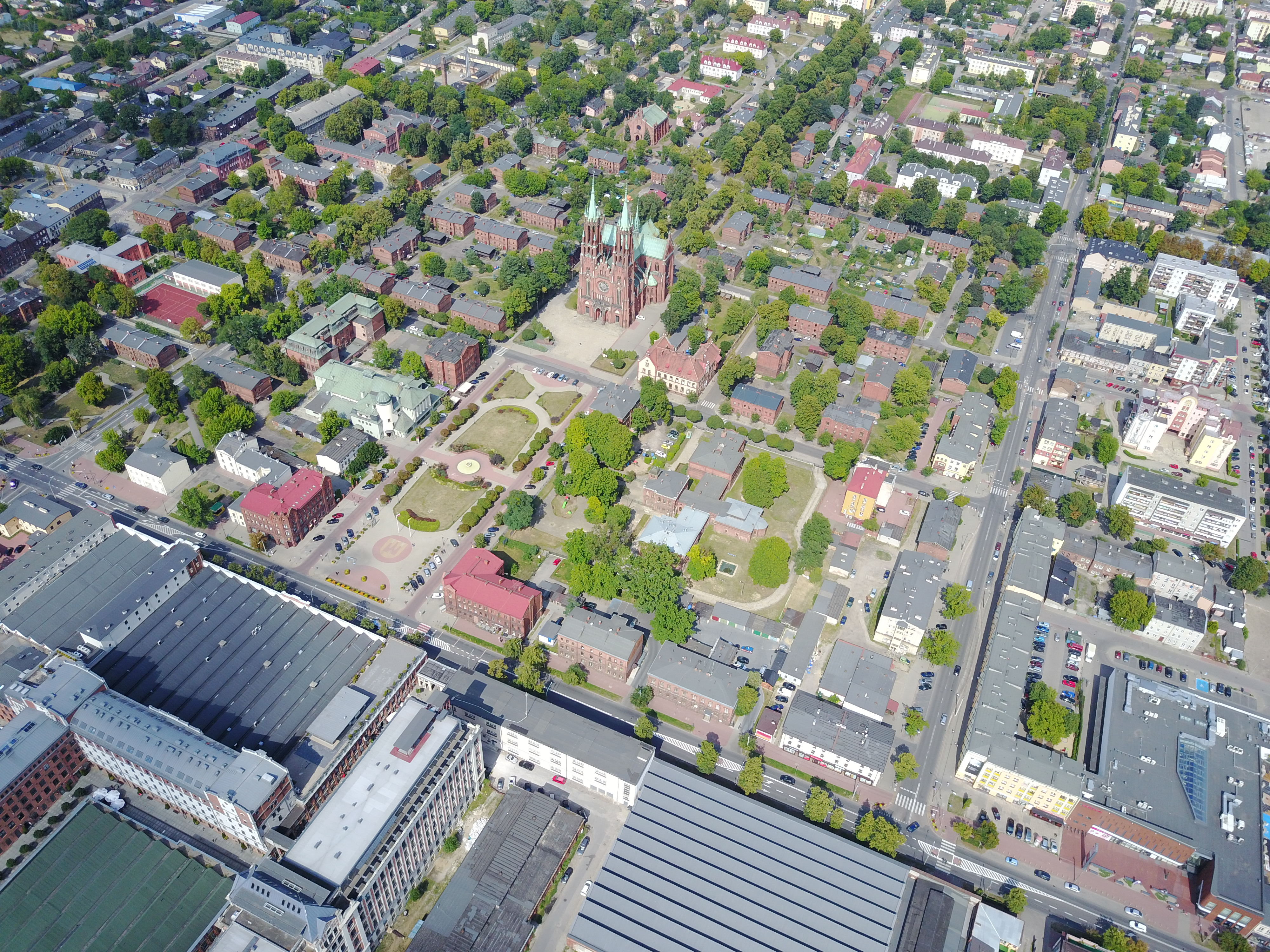
Widok z lotu ptaka na zabytkową osadę fabryczną

Żyrardów – miasto w Polsce położone w województwie mazowieckim, siedziba powiatu żyrardowskiego, wchodzące w skład aglomeracji warszawskiej, na Równinie Łowicko-Błońskiej, nad rzeką Pisią Gągoliną, 45 km na południowy zachód od Warszawy i 90 km na północny wschód od Łodzi.
W II RP siedziba wiejskiej gminy Żyrardów. Przez miejscowość przebiegają droga krajowa nr 50 i droga wojewódzka nr 719.
Według danych GUS z 1 stycznia 2024 r. miasto liczyło 38 594 mieszkańców, będąc 14. najludniejszym miastem w województwie.

## Położenie
Według danych z 1 stycznia 2011 r. powierzchnia miasta wynosiła 14,35 km².
Żyrardów leży na Mazowszu, na obszarze dawnej ziemi sochaczewskiej, stanowiącej część historycznego województwa rawskiego.
Według danych z roku 2002 Żyrardów miał obszar 14,35 km², w tym: użytki rolne 34%, użytki leśne 5%.
Żyrardów graniczy z trzema gminami: gminą Jaktorów, Radziejowice, Wiskitki
W latach 1975–1998 miasto administracyjnie należało do województwa skierniewickiego, a w latach 1945–1975 do województwa warszawskiego.

## Toponimia
Nazwa Żyrardów wzięła się od nazwiska Filipa de Girarda (czyt. Filipa de Żirarda), wynalazcy m.in. turbiny wodnej oraz maszyn do mechanicznego przędzenia lnu, które były zainstalowane w miejscowych zakładach.

## Historia
Historia Żyrardowa rozpoczyna się w 1833 roku, kiedy do wsi Ruda Guzowska należącej do dóbr hrabiów Łubieńskich, przeniesiono fabrykę wyrobów lnianych utworzoną w 1828 roku w Marymoncie (obecnie dzielnica Warszawy). Mechaniczną przędzalnię lnu zorganizował na zlecenie rządu Królestwa Polskiego Filip de Girard.
24 czerwca 1829 roku postanowiono założyć spółkę pod nazwą „Karol Scholtz i Spółka”, w której skład wchodzili: Tomasz, Jan i Henryk Łubieńscy, Józef Lubowidzki – wiceprezes Banku Polskiego i Karol Scholtz – radca handlowy Banku. Miała ona zająć się rozwojem mechanicznego przędzenia lnu na maszynach wynalezionych przez Filipa de Girarda. Formalny akt spółki spisano 9 sierpnia 1830 roku. W dokumencie tym osada, w której miano w ciągu 2 lat zbudować budynki fabryczne oraz budynki mieszkalne dla tkaczy i robotników, nosiła nazwę Żyrardów. Budowę przędzalni mechanicznej i tkalni ręcznej rozpoczęto na początku 1830 roku, w tym czasie w zakładzie w Marymoncie trwała produkcja eksperymentalna, która miała być później zastosowana na szeroką skalę w zakładach żyrardowskich. Prace nad budową fabryki zostały przerwane na pewien czas przez wybuch powstania listopadowego, kiedy to zakład w Marymoncie został zamieniony na fabrykę broni, a sam Filip de Girard, który był dyrektorem technicznym fabryki, brał udział w powstaniu. W 1832 roku budowa fabryki została wznowiona a produkcja ruszyła w dniu 24 lipca 1833 roku. Datę tę uznaje się za datę powstania zakładów żyrardowskich a 9 sierpnia 1830 roku za dzień powstania osady Żyrardów.
W 1845 roku przez Żyrardów ruszyła kolej na trasie Warszawa-Wiedeń.

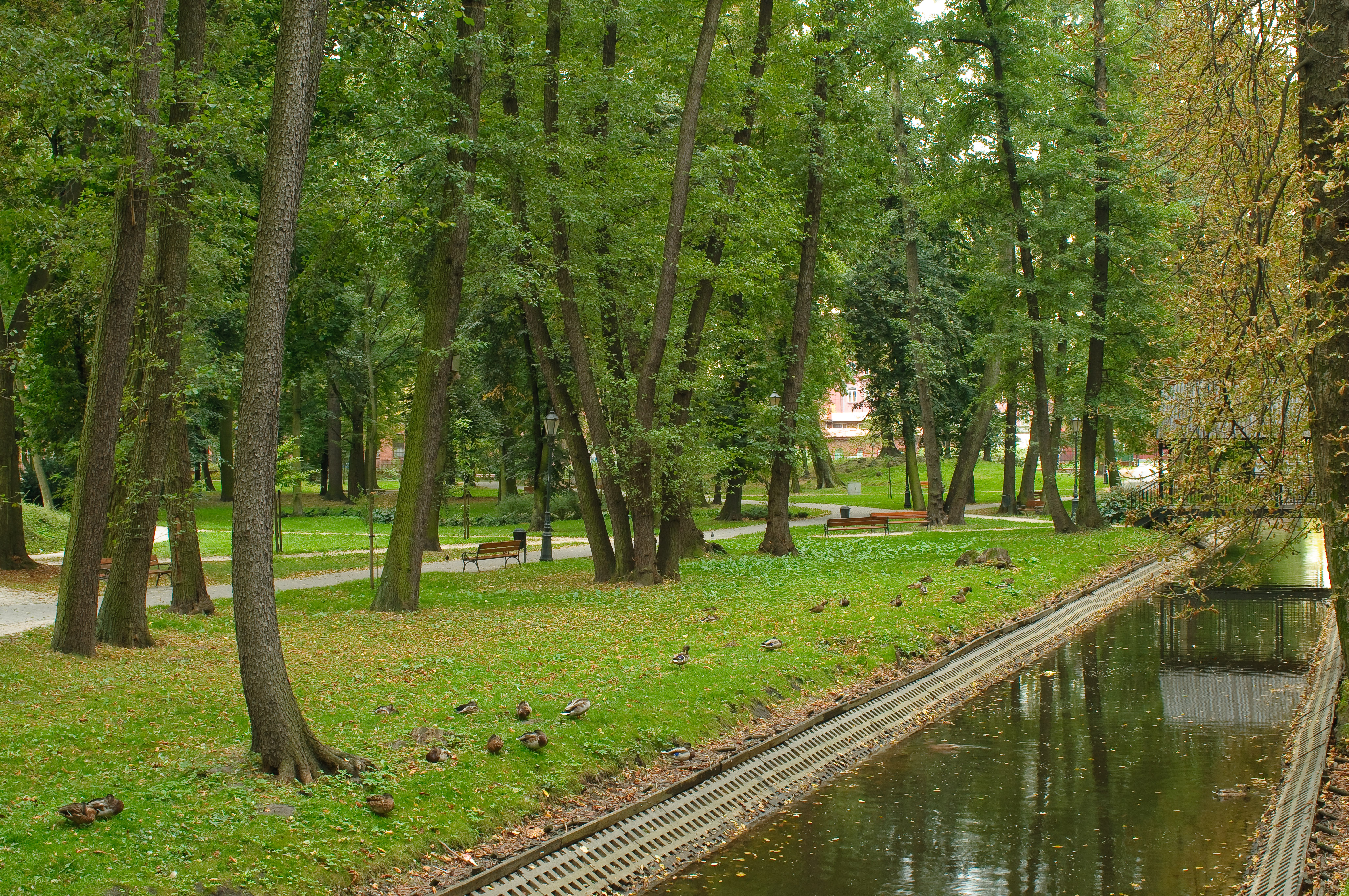
Zespół pałacowy Dittricha, obecnie park miejski

13 marca 1857 roku zakłady zostają zakupione przez Karola Hiellego i Karola Dittricha, którzy zajmują się dalszą ich rozbudową, a także rozbudową osady fabrycznej. Czynili to także ich następcy m.in. Karol Dittrich jr. Pobudowane zostają, m.in. osiedle robotnicze, pralnia dla robotników, szpital, szkoły, ochronka, resursa, kościoły protestanckie (ewangelicki pw. Wniebowstąpienia Pańskiego z 1898; zbór baptstyczny z 1895), świątynie rzymskokatolickie (św. Karola Boromeusza z 1891 i Matki Bożej Pocieszenia z 1903) i inne.

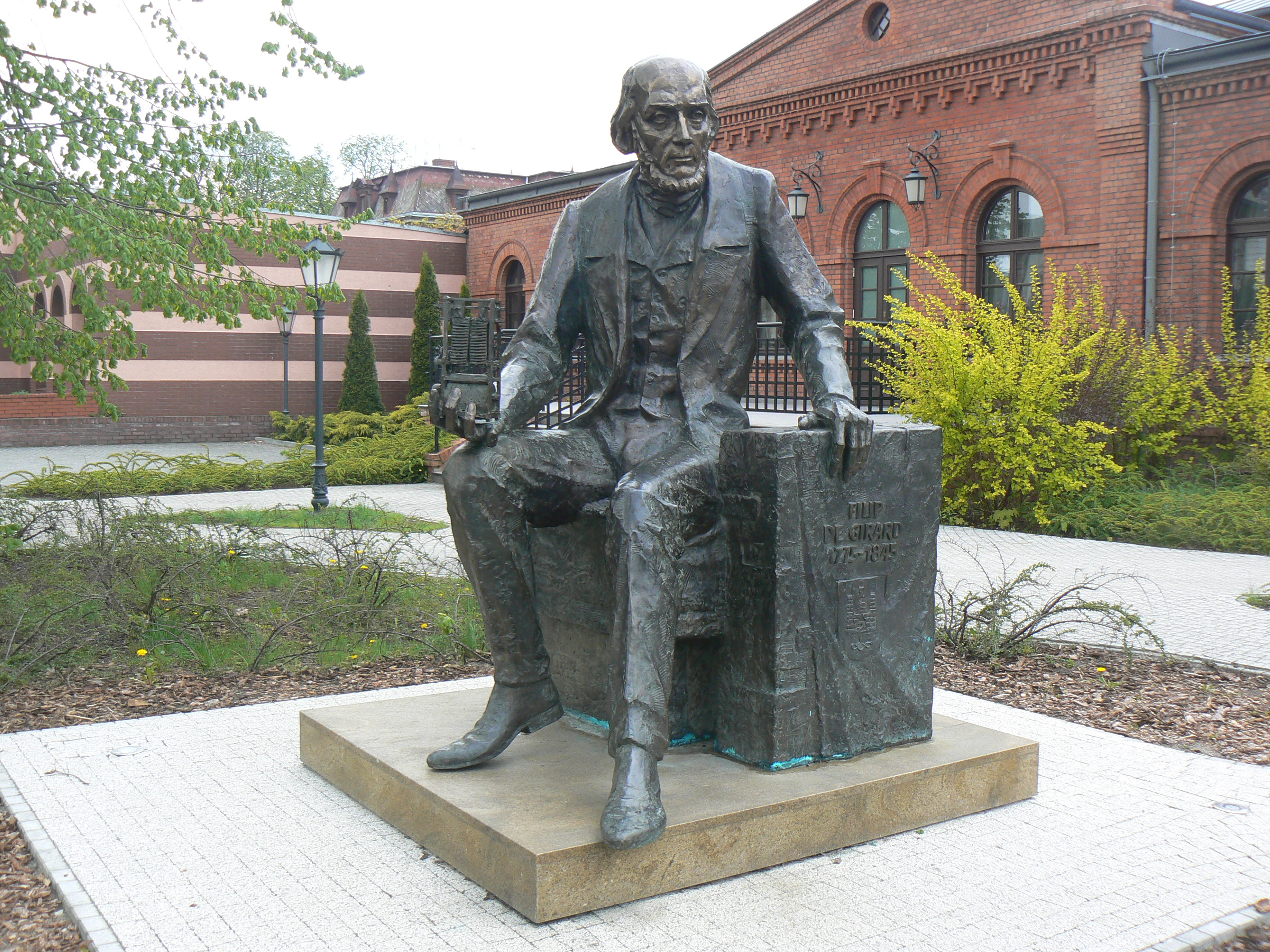
Pomnik Filipa de Girarda, odsłonięty 25 listopada 2016 r. na skwerze przed budynkiem resursy fabrycznej

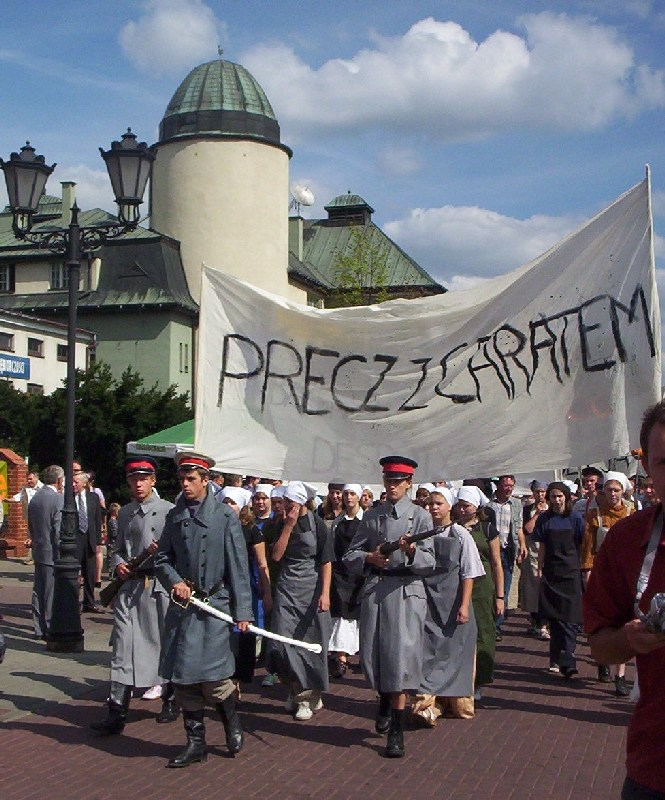
Inscenizacja strajku szpularek, który rozpoczął strajk w 1883

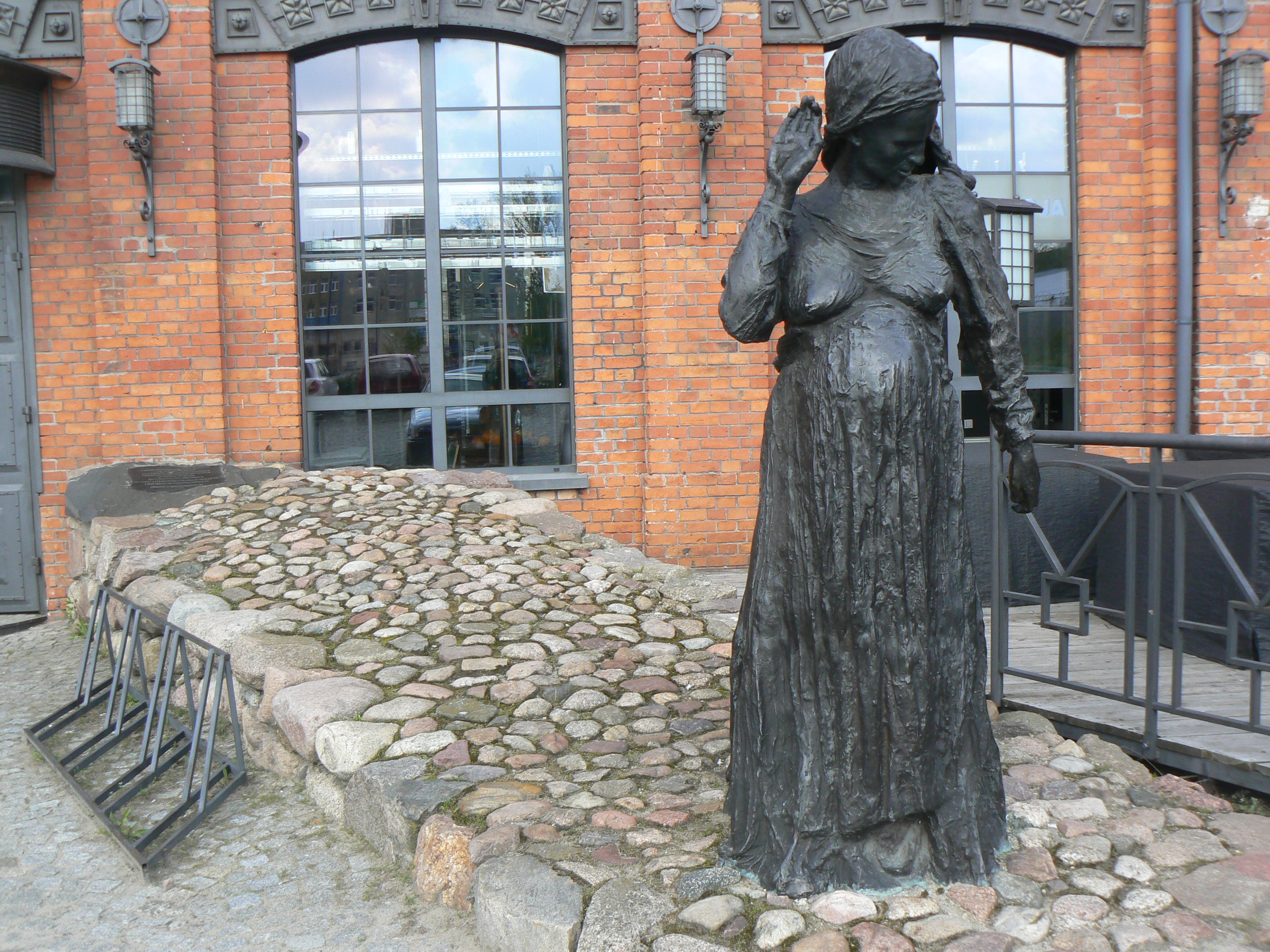
Pomnik Prządki dłuta Maksymiliana Biskupskiego z 2006 r.

W dniach 23–28 kwietnia 1883 roku miał miejsce pierwszy w zakładach żyrardowskich strajk powszechny, wywołany obniżeniem płac pracownicom zatrudnionym w szpularni. W czasie strajku doszło do starć z wojskiem sprowadzonym przez gubernatora warszawskiego. 25 kwietnia po aresztowaniu 10 robotników doszło do zamieszek w pobliżu aresztu, w czasie których oddano strzały do strajkujących. Zginęły 3 osoby a kilka zostało rannych. W następnych dniach aresztowano kolejne osoby oskarżone o organizowanie i udział w strajku, łącznie 39 osób. W latach następnych miały miejsce kolejne strajki, m.in. w październiku 1885, marcu 1887, marcu 1889, maju 1891, listopadzie 1895 i lutym 1905 roku. Dało to z czasem miejscowości, będącej miejscem ciągłych zatargów i ruchów strajkowych, przydomek „Czerwony”.
W 1889 roku Żyrardów odwiedził szach Persji Naser ad-Din Szah Kadżar.
W przeddzień wybuchu I wojny światowej Żyrardów był ciągle rozwijającym się ośrodkiem przemysłowym, zakłady żyrardowskie były największą fabryką tej branży w Królestwie Polskim i największą fabryką wyrobów lnianych w Europie. Na początku XX wieku zaczęły powstawać także inne drobne zakłady produkcyjne i usługowe m.in.: garbarnie, browar, gorzelnia, pracownie krawieckie itp. Powstawały liczne szkoły a 7 listopada 1905 miał miejsce strajk uczniów czterech żyrardowskich szkół domagających się nauczania w języku polskim.
W 1914 roku na początku działań wojennych Żyrardów położony w pobliżu wschodniego odcinka frontu przebiegającego na linii Płock-Bzura-Rawka zaczęto przekształcać w zaplecze frontowe: napływały ze wschodu jednostki wojskowe, zaczęto wysiedlać w głąb Rosji obywateli niemieckich, rozlokowano szpitale wojskowe. Brak dostaw potrzebnych surowców zmusił właścicieli do zamknięcia fabryk, z których na początku 1915 roku zaczęto wywozić towary i maszyny w głąb Rosji. Po przerwaniu w lipcu 1915 roku frontu przez wojska austriacko-niemieckie wycofujący się Rosjanie wysadzili w powietrze ważniejsze oddziały fabryki. Niemniej największy budynek fabryczny, tzw. Nowa Przędzalnia, został prawie nietknięty. Mimo zniszczeń zabudowań przemysłowych część mieszkalna osady fabrycznej nie ucierpiała. Od bombardowania niemieckiego spłonął budynek dworca kolejowego.
Brak zatrudnienia oraz trwająca wojna powodowały, że osada fabryczna zaczęła powoli pustoszeć. Wybuchały epidemie chorób zakaźnych: tyfus, cholera, szkarlatyna, czerwonka itp. Dodatkowo po zajęciu Żyrardowa Niemcy zlikwidowali wypłacane dotychczas robotnikom przez zarząd fabryki zapomogi, co zmusiło niektórych do opuszczenia osady i wyjazdu w poszukiwaniu pracy.
W 1916 roku na mocy zarządzeń okupacyjnych władz niemieckich Żyrardów otrzymał prawa miejskie. Obszar nowo utworzonego miasta obejmował: osadę fabryczną Żyrardów, folwark Ruda Guzowska, tereny użytkowane przez Zarząd Kolei oraz wsie Ruda Guzowska, Podlas i część Teklinowa.
18 listopada 1918 r. w mieście powołano Radę Delegatów Robotniczych (PPS i SDKPiL), która przejęła władzę w mieście przepędzając z miasta posterunki POW. 4 stycznia 1919 roku oddziały podległej Radzie Milicji Ludowej rozbroiły oddziały Straży Obywatelskiej i aresztowały jej 4 przedstawicieli za obelgi pod adresem rządu ludowego. Wojsko odbiło aresztantów na dworcu kolejowym i ostrzelało siedzibę Milicji Ludowej. a następnie rozbroiło jej oddział. 6 stycznia wojsko ogłosiło stan wojenny w mieście ogarniętym niepokojami. Aresztowano przywódców Rady Delegatów Robotniczych i milicjantów. Demonstracje robotnicze odbiły aresztowanych członków rady ale wojsko rozpędziło tłum za pomocą gazów łzawiących i strzałów ostrzegawczych.
W styczniu 1919 r., na żądanie Rady Delegatów Robotniczych, zakłady żyrardowskie przeszły pod zarząd państwa, zostały odbudowane i ponownie uruchomione. Jednak po przejęciu w listopadzie 1923 roku zakładów przez konsorcjum francuskie fabryka zaczęła podupadać, zaczęło się zwiększać bezrobocie pogłębione dodatkowo przez wielki kryzys (od 1929). Ponieważ przeprowadzone kontrole wykazały liczne nadużycia, sprawa trafiła do sądu (tzw. afera żyrardowska) i w 1936 roku fabryka została przekazana pod zarząd Państwowego Banku Rolnego.
Do 1931 roku liczba mieszkańców miasta osiągnęła stan sprzed I wojny światowej.
Pod koniec lat 30. zelektryfikowano połączenie kolejowe Żyrardów-Warszawa (jako jedne z pierwszych w całej II RP). Z tego okresu pochodzi modernistyczna wiata na peronie dworca kolejowego (podobne znajdują się na większości stacji między oboma miastami).
12 września 1939 do Żyrardowa wkroczyły wojska niemieckie. W 1939 w Żyrardowie mieścił się obóz przejściowy dla jeńców polskich. W dniach 1–9 lutego 1941 roku miało miejsce wysiedlenie Żydów z Żyrardowa do getta w Warszawie. W 1942 roku wszyscy zostali wywiezieni do Treblinki i tam zamordowani.
W okresie okupacji niemieckiej na terenie Żyrardowa działały organizacje podziemne ZWZ-AK i GL-AL przeprowadzające wiele akcji zbrojnych i dywersyjnych, co spotykało się z akcjami odwetowymi ze strony okupacyjnego reżimu III Rzeszy. Akcje takie miały miejsce m.in. w sierpniu 1943 roku gdy po aresztowaniu 360 robotników część z nich została zabita w Międzyborowie pod Żyrardowem, czy w październiku 1943 roku, gdy pod murami zakładów Niemcy rozstrzelali 24 osoby. Od 1940 roku w mieście prowadzone były komplety tajnego nauczania na poziomach gimnazjalnym i licealnym, maturę wojenną zdało 40 osób. 
Zakończenie niemieckiej okupacji Żyrardowa miało miejsce 16 stycznia 1945 roku, jako konsekwencja zdobycia miasta przez Armię Czerwoną, tj. przez żołnierzy 2 Gwardyjskiej Armii Pancernej dowodzonej przez gen. płk. Siemiona Bogdanowa.   
W czasach Polski Ludowej rozbudowano Zakłady Przemysłu Lniarskiego im. Rewolucji 1905 r. (w 1975 odznaczone Orderem Sztandaru Pracy I klasy), powstały Zakłady Tkanin Technicznych, Zakłady Przemysłu Pończoszniczego „Stella”, Zakłady Przemysłu Odzieżowego „Poldres”, Zakłady Przemysłu Spirytusowego, a w 1974 roku Żyrardowska Fabryka Domów. 
W maju 1961 roku otwarto w mieście Muzeum Ruchu Robotniczego (obecnie Muzeum Mazowsza Zachodniego).
W 1975 roku Żyrardów wszedł w skład nowo powstałego województwa skierniewickiego, mimo iż był większy od stolicy regionu – Skierniewic, które liczyły wówczas 26 922 mieszkańców, zaś Żyrardów 35 181. W tym samym roku doprowadzono do miasta gaz ziemny.
W marcu 1998 roku rozpoczęła działalność fabryka telewizorów wówczas francuskiego koncernu Thomson.
Dnia 4 stycznia 2012 roku Żyrardowska XIX-wieczna Osada Fabryczna została uznana za Pomnik Historii przez ówczesnego Prezydenta RP Bronisława Komorowskiego. Obecnie trwają starania nad wpisaniem Żyrardowskiej XIX-wiecznej Osady Fabrycznej na Listę Światowego Dziedzictwa UNESCO.
Lniarskie tradycje miasta dokumentuje Muzeum Lniarstwa im. Filipa de Girarda. Od 2015 roku organizowane jest również dwudniowe Święto Lnu, przypominające tradycję przemysłu lniarskiego.
W 2018 roku wyremontowano Zalew Żyrardowski oraz Eko-Park.
W czerwcu 2024 roku przy okazji obchodów Święta Lnu przeniesiono siedzibę Urzędu Miasta z Magistratu przy pl. Jana Pawła II do nowyremontowanego dawnego Kantoru Frabrycznego znajdującego się na ul. Limanowskiego. 

### Historia żyrardowskich Żydów
Napływ ludności żydowskiej do Żyrardowa nastąpił w latach 70. XIX w. Wiązało się to z rozwojem przemysłowym miejscowości. Żydzi przybywali do Żyrardowa z okolicznych miejscowości, a zwłaszcza z Wiskitek i Mszczonowa. W 1910 mieszkało w Żyrardowie prawie 4 tys. Żydów. Najwięcej wśród nich było rzemieślników. W Żyrardowie istniały: cmentarz, synagoga, szkoła, biblioteka im. Icchoka Lejba Pereca i żydowskie koło teatralne powstałe z inicjatywy Benziona Wagnera.
1 października 1940 Niemcy utworzyli w mieście getto, które znajdowało się w rejonie ulic: 1 Maja, Okrzei, Mireckiego. W 1941 w żyrardowskim getcie mieszkało ok. 5 tys. Żydów z miasta i jego okolic. Od 1 do 9 lutego 1941 miało miejsce wysiedlenie Żydów z Żyrardowa do getta w Warszawie. W 1942 wszyscy, którzy pozostali przy życiu, zostali wywiezieni do obozu zagłady w Treblince i tam zamordowani. Na miejscowym kirkucie znajduje się pomnik poświęcony pamięci żyrardowskich Żydów. Żyrardowska synagoga przetrwała wojnę, jednak została zburzona w latach 60. XX wieku.

## Demografia
Dane z 31 grudnia 2023:
| Opis                              | Ogółem | Ogółem | Kobiety | Kobiety | Mężczyźni | Mężczyźni |
| --------------------------------- | ------ | ------ | ------- | ------- | --------- | --------- |
| Jednostka                         | osób   | %      | osób    | %       | osób      | %         |
| Populacja                         | 38 594 | 100    | 20 494  | 53,1    | 18 100    | 46,9      |
| Gęstość zaludnienia [mieszk./km²] | 2689   | 2689   | 1428    | 1428    | 1261      | 1261      |

Piramida wieku mieszkańców Żyrardowa w 2014 roku.

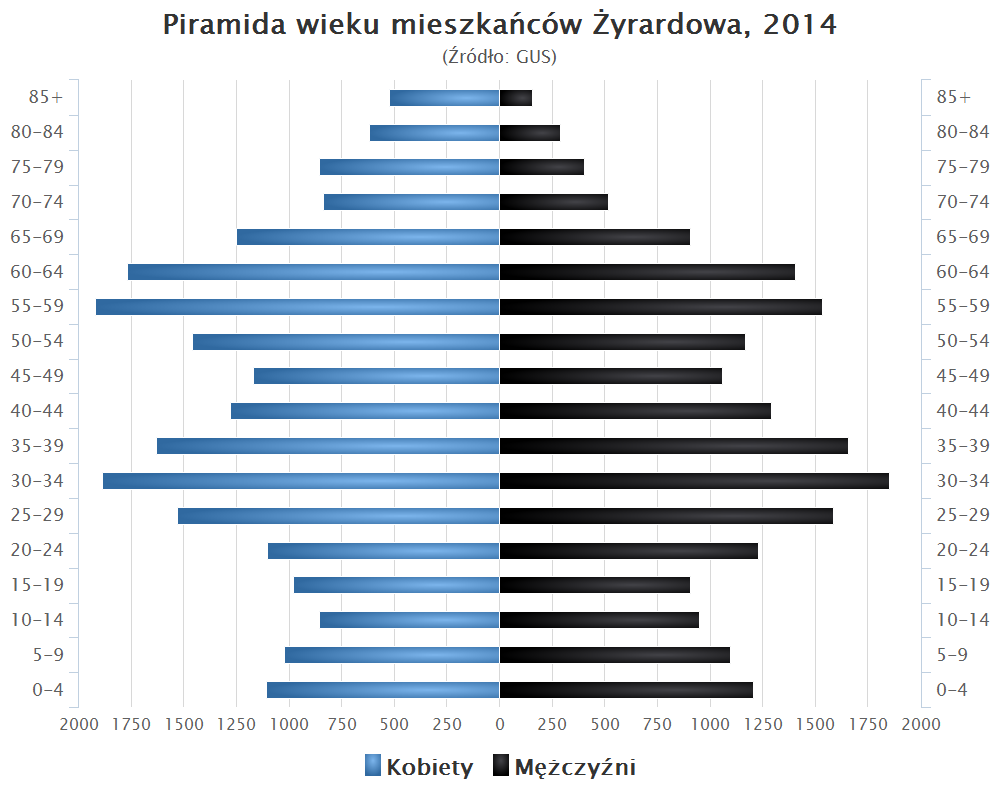

## Gospodarka
W Żyrardowie znajduje się montownia telewizorów LCD, z pięcioma liniami produkcyjnymi. Zakład należący dawniej do francuskiego koncernu Thomson (w swoim czasie zatrudniał około 1500 osób), dziś należy do chińskiego koncernu TCL Corporation.
Polmos Żyrardów – producent wódki Belvedere, jednej z najdroższych wódek na świecie, która wystąpiła w filmie z Jamesem Bondem (w tej roli Daniel Craig).
Pomona Company – pierwszy polski producent absorberów oraz podkładek absorpcyjnych, zakład pracy chronionej.

## Transport
Komunikacja drogowa
W odległości około 4 km od północnych granic Żyrardowa przebiega autostrada A2, natomiast w odległości około 7 km od południowych granic miasta przebiega droga ekspresowa S8. Natomiast w odległości ok. 1 km od zachodnich granic miasta przebiega jego obwodnica – DK50. Przez miasto przebiega DW719 łącząca miasto z Grodziskiem Mazowieckim, Pruszkowem i Warszawą.
Komunikacja miejska
Do końca sierpnia 2009 roku za miejską sieć komunikacyjną odpowiadał Miejski Zakład Komunikacji. W wyniku ogłoszenia przez Urząd Miasta przetargu na obsługę komunikacji miejskiej, został wyłoniony nowy przewoźnik – PKS Grodzisk Mazowiecki, z którym podpisano umowę na okres 10 lat. Rolą firmy PKS Grodzisk Mazowiecki była organizacja i obsługa komunikacji miejskiej, na podstawie wytycznych Urzędu Miasta Żyrardów.
W styczniu 2025 roku podpisano umowy z PKS Gostynin (grupa PKS Grodzisk Mazowiecki) oraz MiM Trans, w wyniku czego powstał Związek Żyrardowskie Przewozy Autobusowe, który przejął organizację linii autobusowych w powiecie.
Obecnie komunikacja miejska w Żyrardowie liczy 10 linii autobusowych i 2 strefy biletowe  :
Strefy Biletowe
- Strefa 1 (Miasto Żyrardów)
- Strefa 2 (Wiskitki, Korytów, Międzyborów, Stare Kozłowice, Nowe Kozłowice, Działki)

Linie miejskie (strefa 1)
- Linia 0 (Zalew - Żeromskiego, Żeromskiego - Zalew) lub (Zalew - Spółdzielcza, Spółdzielcza - Zalew)
- Linia 1 (PKP - Spółdzielcza, Spółdzielcza - PKP)
- Linia 7 (Żeromskiego - Spółdzielcza, Spółdzielcza - Żeromskiego)
- Linia 9 (Żeromskiego - PKP, PKP - Żeromskiego)

Linie podmiejskie (strefa 1 i 2)
- Linia 2 (Żeromskiego - Spółdzielcza (przez Kozłowice), Spółdzielcza - Żeromskiego)
- Linia 3 (Międzyborów - Działki OSP, Działki OSP - Międzyborów)
- Linia 4 (Wiskitki - Spółdzielcza, Spółdzielcza - Wiskitki)
- Linia 5 (Mostowa - Korytów, Korytów - Mostowa)
- Linia 8 (Wiskitki - Parkingowa, Parkingowa - Wiskitki)
- Linia 10 (Mostowa - Korytów Las, Korytów Las - Mostowa)

Komunikacja regionalna
Połączenia autobusowe w regionie obsługują spółka PKS Grodzisk Mazowiecki oraz kilku przedsiębiorców na trasach:
Żyrardów-Żuków (przez Sochaczew)
Żyrardów-Teresin
Żyrardów-Puszcza Mariańska
Żyrardów-Grodzisk Maz.-Pruszków
Żyrardów-Popielarnia
Żyrardów-Chroboty-Bobrowice
Żyrardów-Bolimów
Żyrardów-Bolimów-Sierzchów-Jasionna
Żyrardów-Wiskitki
Żyrardów-Guzów
Żyrardów-Mszczonów
Z Żyrardowa odjeżdżają także autobusy do parku wodnego Suntago.
Komunikacja kolejowa

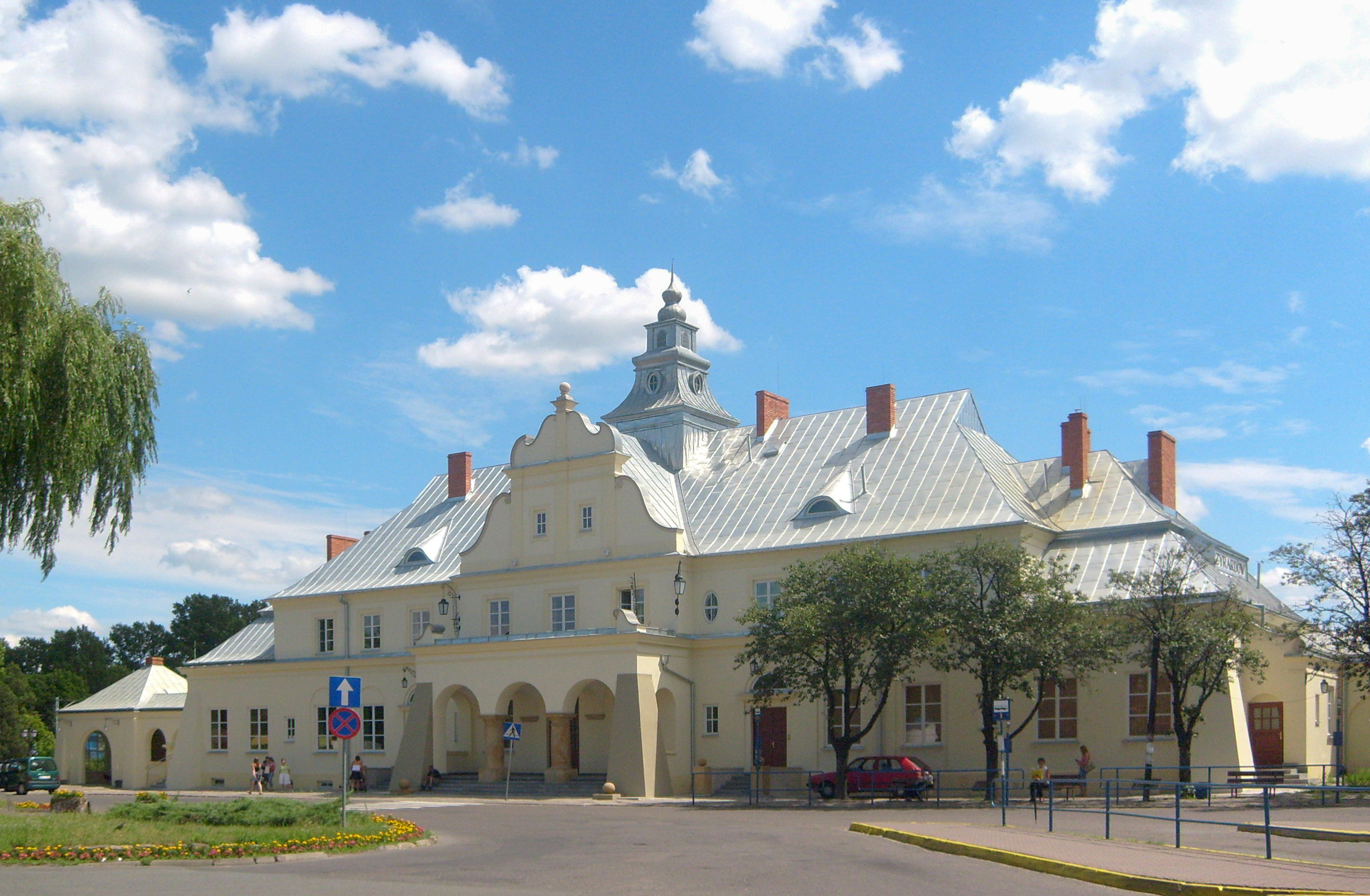
Dworzec kolejowy w Żyrardowie

Przez Żyrardów przebiega linia kolejowa łącząca Warszawę z Łodzią oraz Warszawę ze Śląskiem. W Żyrardowie zatrzymują się pociągi osobowe Kolei Mazowieckich (połączenia z Warszawą, Skierniewicami i innymi miastami województwa mazowieckiego), Inter Regio Przewozów Regionalnych (połączenia z Łodzią, Warszawą, Poznaniem i Ostrowem Wielkopolskim) oraz pociągi TLK i IC spółki PKP Intercity (połączenia m.in. z Warszawą, Łodzią, Białymstokiem, Katowicami, Częstochową, Wrocławiem, Olsztynem, Gdańskiem, Gdynią, Kołobrzegiem, Szczecinem, Lublinem, Zakopanem, Krakowem, Krynicą-Zdrój, Bielskiem-Białą, Bydgoszczą, Szklarską Porębą, Ełkiem, Polanicą-Zdrój, Zgorzelcem, Pszczyną).
Linia kolejowa odgrywa ważną rolę, zapewniając mieszkańcom Żyrardowa dojazd do Warszawy i Łodzi.
Na dworcu kolejowym znajdują się kasy biletowe, biletomat, poczekalnia, toaleta oraz lokale handlowo-usługowe. Dworzec posiada system informacji pasażerskiej tj. tablice wyświetlające godziny odjazdów pociągów (w hali dworca, przejściach podziemnych i peronach) oraz system zapowiedzi głosowych. W 2023 roku ogłoszono zamiar remontu budynku dworca.
Ostatnimi czasy odcinek pomiędzy Skierniewicami a Warszawą został poddany gruntownej modernizacji. W jego wyniku m.in. zniknęła kładka nad torami pomiędzy ulicami Towarową a Słowackiego, a sam układ torowy uległ całkowitej przebudowie. Docelowo podróżni korzystający ze stacji kolejowej Żyrardów mają do dyspozycji dwa perony z trzema krawędziami (peron pierwszy z torem nr 1, peron drugi z torami 2 i 4) oraz 2 przejścia podziemne. Jedno przejście podziemne zostało dostosowane do potrzeb osób poruszających się na wózkach.

## Zabytki

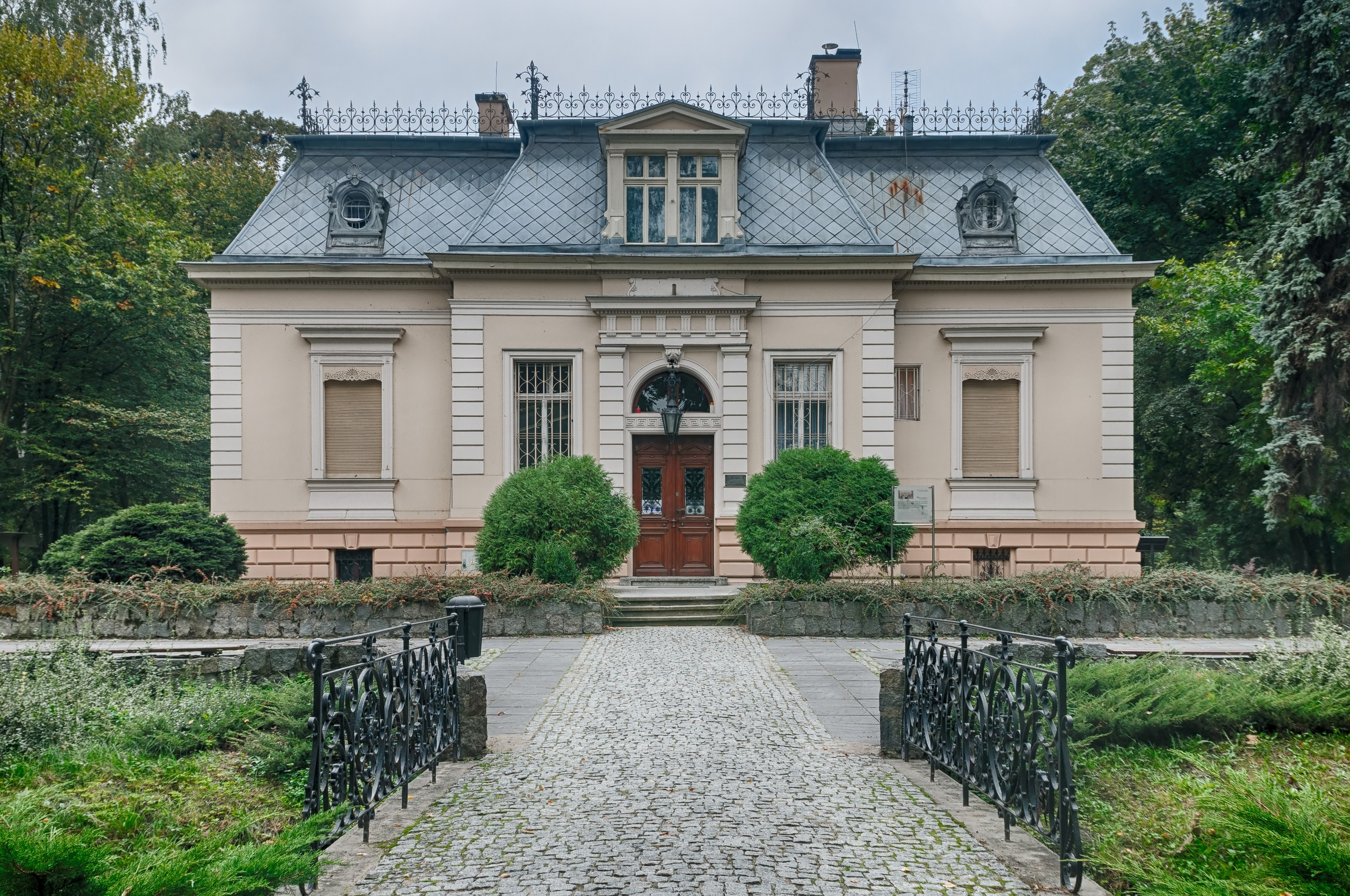
Zespół pałacowy Dittricha: pałacyk w parku, obecnie Muzeum Mazowsza Zachodniego

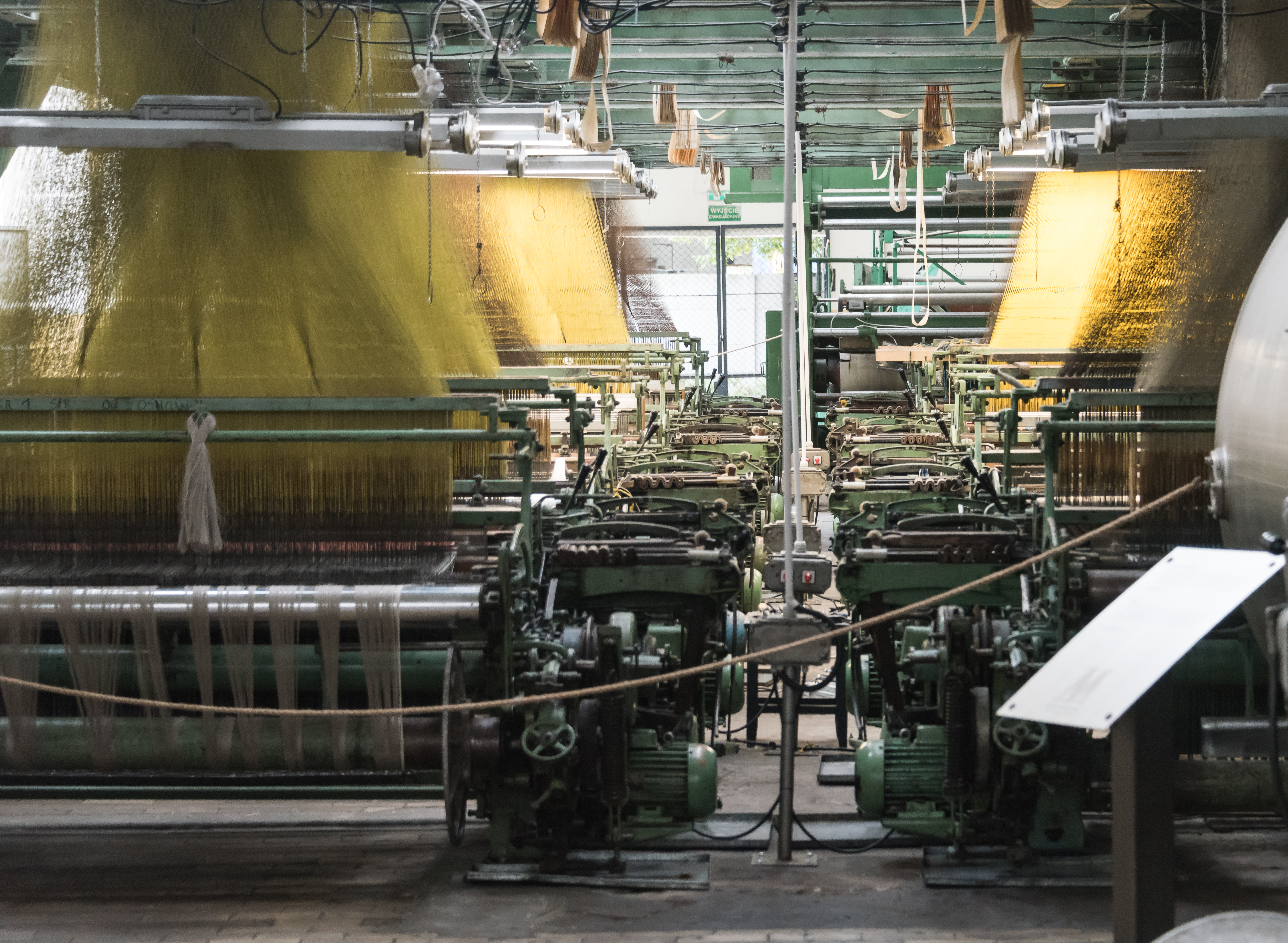
Fragment ekspozycji w Muzeum Lniarstwa im. Filipa de Girarda

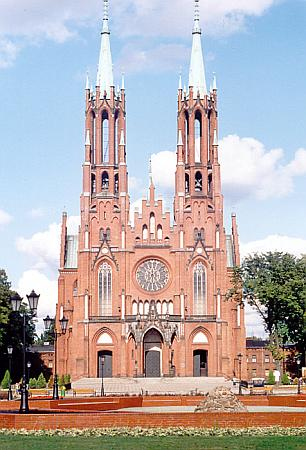
Kościół Matki Bożej Pocieszenia

W rejestrze zabytków znajduje się aż 296 obiektów z Żyrardowa. Są to głównie budynki pochodzące z drugiej połowy XIX wieku oraz początków XX wieku. Większość zabytków miasta mieści się na terenie osady fabrycznej z XIX i początku XX wieku (m.in. Kantoratschule). Żyrardowska osada fabryczna jest obecnie jedynym w Europie, zachowanym w całości, zespołem urbanistycznym miasta przemysłowego z tego okresu. Większość budynków mieszkalnych i użyteczności publicznej nadal pełni swoją funkcję. Osada Fabryczna została uznana w styczniu 2012 za Pomnik historii.
Jednym z najbardziej charakterystycznych zabytków jest kościół Matki Bożej Pocieszenia w Żyrardowie – kościół farny, zbudowany w latach 1900–1903, w stylu neogotyckim, według projektu Józefa Piusa Dziekońskiego. Wybudowany m.in. z funduszy K. Dittricha, który przeznaczył też na ten cel ponad 3 mln cegieł z będącej jego własnością cegielni w Radziejowicach. Kościół żyrardowski jest ‘bliźniaczym’ kościołem katedry warszawsko-praskiej św. Michała i św. Floriana, oraz katedry w Białymstoku. Wszystkie trzy kościoły były bezpośrednio wzorowane na Kościele Wotywnym w Wiedniu. Witraże w kościele powstały w pracowni Józefa Mehoffera. Obok znajduje się plebania z 1903 r. wraz z niewielkim ogrodem.

## Film
W mieście kręcono sceny do następujących filmów i seriali:
- Miasto prywatne w reżyserii Jacka Skalskiego (1994),
- Wałęsa. Człowiek z nadziei w reżyserii Andrzeja Wajdy (2013) – osiedle Wschód udawało tu blok rodzinny Lecha Wałęsy, ulica Nietrzebki 20,
- Strażacy w reżyserii Macieja Dejczera (2015-2016),
- Zjednoczone stany miłości w reżyserii Tomasza Wasilewskiego (2016) – ulice Nietrzebki, Parkingowa i Skrowaczewskiego[23].

## Wspólnoty wyznaniowe

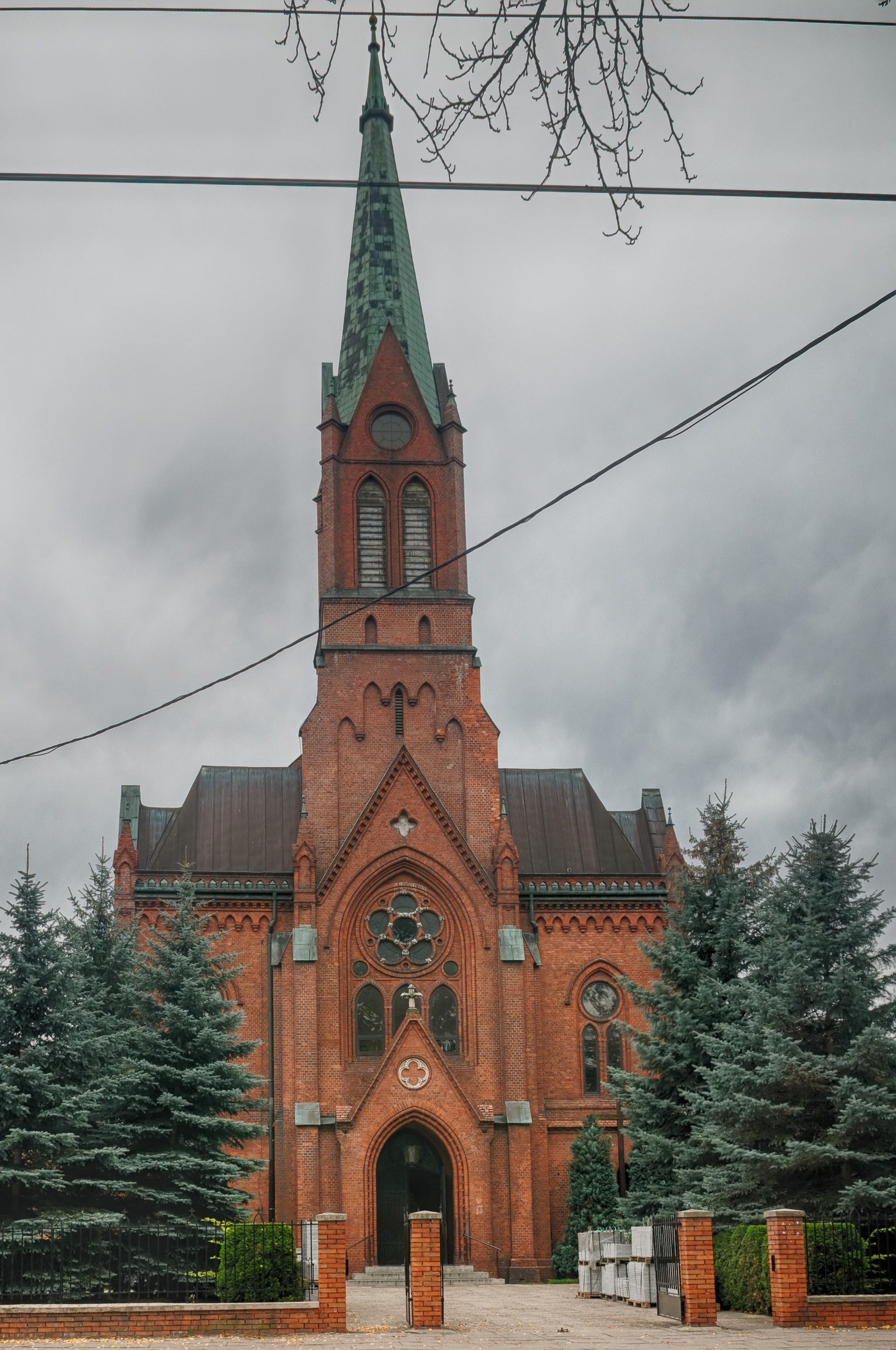
Poewangelicki kościół Wniebowstąpienia Pańskiego

### Placówki istniejące
- Kościół Boży w Chrystusie:

- Centrum Chrześcijańskie „Jezus Żyje” w Żyrardowie

- Kościół Chrześcijan Baptystów:

- zbór Kościoła Chrześcijan Baptystów w Żyrardowie

- Kościół greckokatolicki:

- ośrodek duszpasterski w Żyrardowie, nabożeństwa prowadzone są w auli domu parafialnego rzymskokatolickiej parafii Matki Bożej Pocieszenia

- Kościół rzymskokatolicki:

- parafia Świętych Cyryla i Metodego
- parafia św. Karola Boromeusza
- parafia Matki Bożej Pocieszenia
- parafia Wniebowstąpienia Pańskiego

- Kościół Ewangelicko-Augsburski

- Parafia Ewangelicko-Augsburska w Żyrardowie

- Kościół Zielonoświątkowy:

- zbór w Żyrardowie

- Świadkowie Jehowy:

- zbór Żyrardów-Południe
- zbór Żyrardów-Północ.

### Placówki nieistniejące
W latach 1907–1990 w mieście istniała parafia Kościoła Starokatolickiego Mariawitów; obecnie mariawici z Żyrardowa należą do parafii Trójcy Przenajświętszej w Lutkówce. W Żyrardowie działała też parafia prawosławna (istniała jeszcze po II wojnie światowej).

## Edukacja
Przedszkola

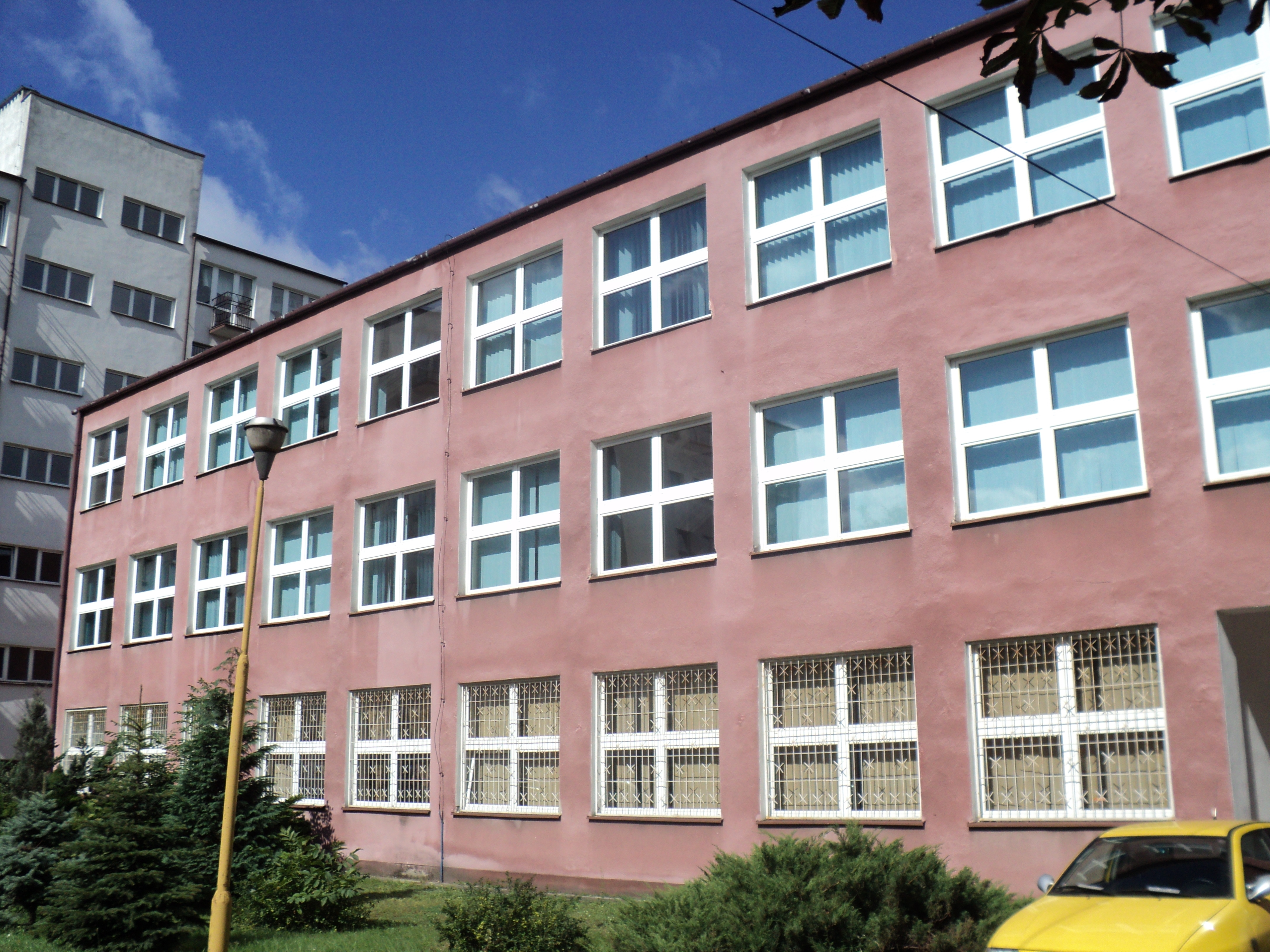
Wyższa Szkoła Rozwoju Lokalnego

- Miejskie Przedszkole Nr 2 im. Żółwi Ninja
- Miejskie Przedszkole Nr 5 „Słoneczne Przedszkole”
- Miejskie Przedszkole Nr 6 im. Krasnala Hałabały
- Miejskie Przedszkole Nr 8
- Miejskie Przedszkole Nr 9
- Miejskie Przedszkole Nr 10

Szkoły podstawowe
- Szkoła Podstawowa nr 1 z oddziałami integracyjnymi i dwujęzycznymi im. Filipa de Girarda
- Szkoła Podstawowa nr 2 im. Marii Konopnickiej
- Szkoła Podstawowa nr 3 z oddziałami integracyjnymi i sportowymi im. Stanisława Staszica
- Szkoła Podstawowa nr 4 im. Mikołaja Reja
- Szkoła Podstawowa nr 6 im. Elizy Orzeszkowej
- Szkoła Podstawowa nr 7 im. Henryka Sienkiewicza
- Niepubliczna Szkoła Podstawowa nr 1 im. Krzysztofa Kolumba

Szkoły ponadpodstawowe
- Liceum Ogólnokształcące im. Stefana Żeromskiego
- Zespół Szkół nr 1 (technikum i szkoła branżowa)
- Zespół Szkół nr 2 im. Karola Dittricha (liceum, technikum i szkoła branżowa)

Szkoły artystyczne
- Państwowa Szkoła Muzyczna I i II st. im. Ignacego Jana Paderewskiego

Szkoły sportowe
- Szkoła Mistrzostwa Sportowego w Kolarstwie

Szkoły specjalne
- Specjalny Ośrodek Szkolno-Wychowawczy im. Marii Grzegorzewskiej

Szkoły wyższe
- Wyższa Szkoła Nauk o Zdrowiu „Collegium Masoviense”
- Wyższa Szkoła Rozwoju Lokalnego w Żyrardowie

## Sport
W Żyrardowie od 1923 roku działa klub piłkarski Żyrardowianka Żyrardów, dawniej znany jako Włókniarz Żyrardów, występujący w IV lidze. Ponadto działa klub kolarski Cyklista Żyrardów, odnoszący liczne sukcesy, posiadający własny tor przy ul. Żeromskiego 13.
Miasto dysoponuje nowoczesnym kompleksem sportowo-rekreacyjnym o nazwie Aqua Żyrardów Sp. z o.o., w skład którego wchodzą m.in. hala sportowa, basen, lodowisko, gabinety odnowy biologicznej. 
Słynnymi sportowcami z Żyrardowa są siatkarz Piotr Nowakowski i kolarz Rafał Ratajczyk, a także koszykarka Amalia Rembiszewska.

## Honorowi obywatele miasta
- Józef Piłsudski
- Władysław Sołtan
- Henryk Szafrański
- Piotr Abrasimow
- Paweł Hulka-Laskowski
- Krystyna Tempska-Cyrankiewicz
- Artur Krajewski

## Współpraca międzynarodowa
Miasta i gminy partnerskie:
- Dełczewo (od 2002 r.)
- Le Creusot
- Lourmarin (od 2004 r.)
- Siero
- Tangshan
- Krasna Lipa (od 2016 r.)
- Trjawna (od 2017 r.)[33]